# Retrato del general Nicolas Philippe Guye
El retrato del general Nicolas Philippe Guye es un óleo sobre lienzo de 1810 de Francisco de Goya conservado en la ciudad estadounidense de Richmond en el Museo de Bellas Artes de Virginia. Representa a Nicolas Philippe Guye, general napoleónico que asesoró a José Napoleón en España durante la ocupación de este país por el primer imperio. Goya pintó al mismo tiempo el retrato de su sobrino, el joven Victor Guye.

## Análisis
El general está sentado, con viveza, el cuerpo erguido no se apoya en el respaldo de la silla. Observa al espectador, que parece molestarlo. Su aire es melancólico. Cruza las piernas y apoya ambas manos sobre su sombrero bicornio que mantiene en el regazo. Viste elegantemente su uniforme militar donde destacan sus numerosas condecoraciones, sobre todo la cruz de Comendador de la Real Orden de España.
El fondo es liso y oscuro, y el uniforme negro contrasta fuertemente con los bordados y charreteras dorados de su uniforme, el rojo de la cinta que sostiene la cruz y el blanco de calzones y medias.

## Anotaciones
La tela tiene escrito en la parte posterior 

S[eñ]or D[o]n Nicolas Guye, Marqués de Rio-Milanos, Ayudante General de Camps de S.M. Católica, Miembro de la Legion de Honor del Imperio Francés, Comendador de la Orden de las Dos-Sicilias y Comendador de la Real Orden de España, etc. Nacido en Lons-le-Saunier (Jura) el primero de mayo de 1773. Dado a Vincent Guye, su hermano. En Madrid, el primero de octubre de 1810. Pintado por Goya.